# Лезина (озеро)
Ле́зина (итал. Lago di Lesina, лат. Lacus Pantanus) — девятое по площади озеро Италии. Располагается в северной части полуострова Гаргано, на территории провинции Фоджа в области Апулия.

## Описание
Площадь поверхности озера составляет 51,4 км², максимальная глубина 1,7 метра. Длина около 22 км. Максимальная ширина 3,5 км. Два канала связывают его с Адриатическим морем. Канал Акваротта создан в 1930-х годах в западной части озера, имеет длину 3 км. Канал Скьяппаро в центрально-восточной части озера длиной 1 км прорыт в 1852 году. До 1892 года между ними существовал третий канал, забитый с тех пор донными отложениями.

## Экология
Озеро имеет большое экологическое значение как место остановок перелётных птиц. Оно находится на территории Национального парка Гаргано. Наибольшую угрозу для озера представляют загрязняющие вещества, поступающие с сельскохозяйственных земель, животноводческих ферм и водоочистных сооружений. В донных отложениях отмечались повышенные концентрации мышьяка.